# Will Franklin
William Thomas Franklin, detto Will (Norfolk, 19 ottobre 1949), è un ex cestista statunitense, professionista nella ABA.

## Carriera
Venne selezionato dai Golden State Warriors al settimo giro del Draft NBA 1972 (110ª scelta assoluta).